# Liste von Kreiskehren

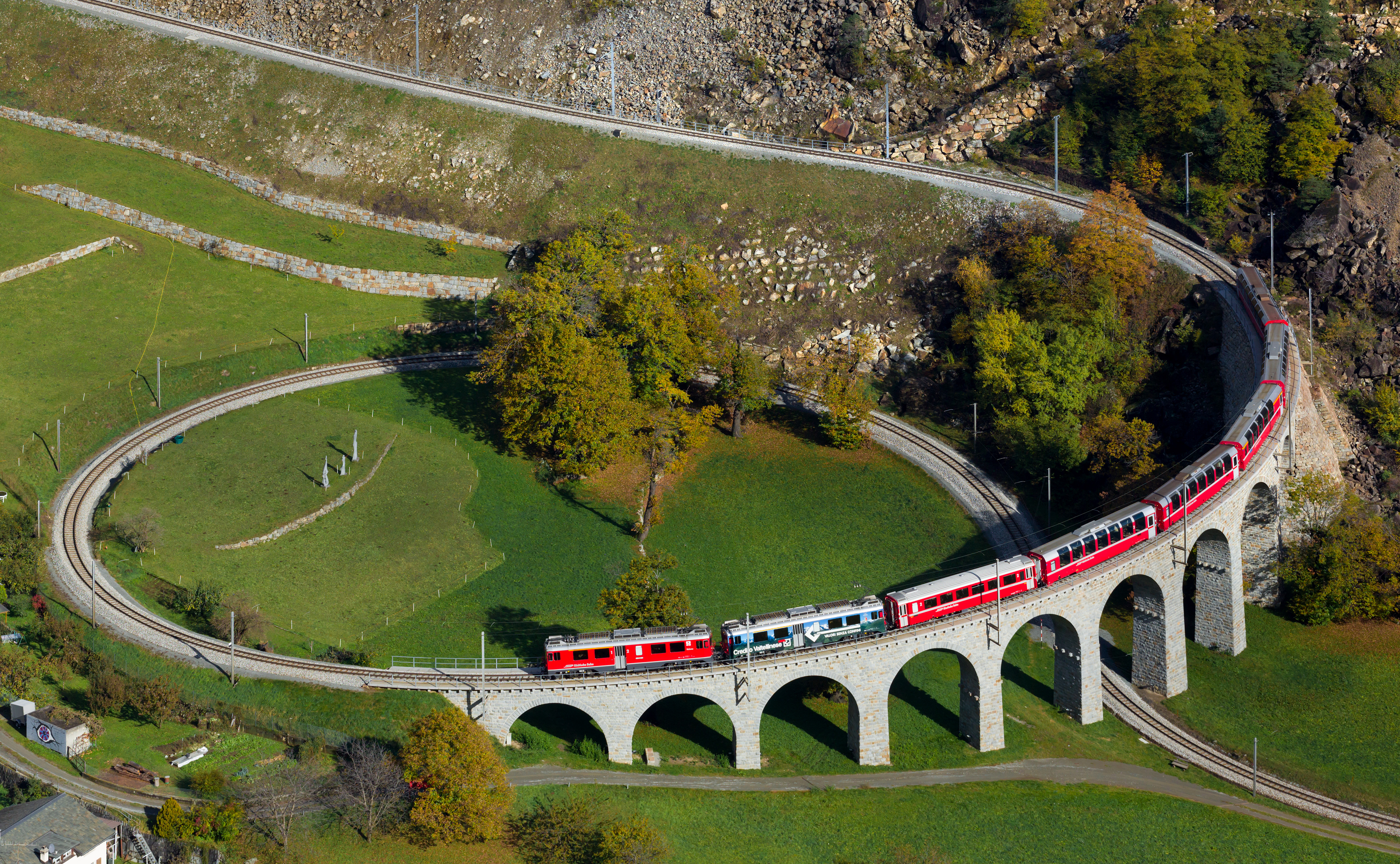
Kreisviadukt von Brusio der Berninabahn

Diese Seite listet offene Kreiskehren auf Eisenbahnstrecken weltweit. Bei einer im Freien angelegten Kehre einer Eisenbahnstrecke handelt es sich um eine Kreiskehrschleife, wenn der Streckenverlauf um mehr als 360° abgelenkt wird und dabei die Strecke ihre eigene Trasse kreuzt. Bei Ablenkung der Streckenführung um weniger als 360° handelt es sich um „normale“ Kehren. Verläuft eine Kreiskehre im Tunnel, handelt es sich um einen Kreiskehrtunnel. Diese sind in der Liste der Kehrtunnel zu finden.

## Europa

### Deutschland
| Bezeichnung          | Strecke                          | Ort       | Spur weite mm | Länge  | Höhen- differenz | Betriebs- art | Baujahr   | Bahngesellschaft                                      | Besonderheiten      | Bild                            |
| -------------------- | -------------------------------- | --------- | ------------- | ------ | ---------------- | ------------- | --------- | ----------------------------------------------------- | ------------------- | ------------------------------- |
| Rendsburger Schleife | Bahnstrecke Neumünster–Flensburg | Rendsburg | 1435          | 4,5 km | 42 m             | Adhäsion      | 1911–1913 | Preußische Staatseisenbahnen, heute: Deutsche Bahn AG | Anlage im Flachland | Rendsburg Schleife im Stadtplan |

### Schweiz
| Bezeichnung             | Strecke             | Ort    | Spur weite mm | Länge   | Höhen- differenz | Betriebs- art | Baujahr | Bahngesellschaft                   | Besonderheiten                                                                  | Bild                                    |
| ----------------------- | ------------------- | ------ | ------------- | ------- | ---------------- | ------------- | ------- | ---------------------------------- | ------------------------------------------------------------------------------- | --------------------------------------- |
| Kreisviadukt von Brusio | St. Moritz – Tirano | Brusio | 1000          | 142,8 m | 17 m             | Adhäsion      | 1907/08 | Berninabahn, heute: Rhätische Bahn | Bestandteil des UNESCO-Welterbes Albulabahn und Berninabahn der Rhätischen Bahn | Kreisviadukt der Berninabahn bei Brusio |

### Frankreich
| Bezeichnung | Strecke                 | Ort                     | Spur weite mm | Länge | Höhen- differenz | Betriebs- art | Baujahr | Bahngesellschaft                            | Besonderheiten                                       | Bild |
| ----------- | ----------------------- | ----------------------- | ------------- | ----- | ---------------- | ------------- | ------- | ------------------------------------------- | ---------------------------------------------------- | ---- |
|             | Lyon–Parays-le-Monial   | Saint-Nizier-d’Azergues | 1435          |       |                  | Adhäsion      |         |                                             |                                                      |      |
|             | Fontoy–Esch-sur-Alzette | Audun-le-Tiche          | 1435          |       | ≤ 30 m           | Adhäsion      | 1904    | EL (bis 1918) AL (1919–1937) SNCF (ab 1938) | Verkehr nach 1990 eingestellt. Nicht mehr befahrbar. |      |

### Griechenland
| Bezeichnung      | Strecke               | Ort                                                                       | Spur weite mm | Länge | Höhen- differenz | Betriebs- art | Baujahr | Bahngesellschaft                     | Besonderheiten | Bild |
| ---------------- | --------------------- | ------------------------------------------------------------------------- | ------------- | ----- | ---------------- | ------------- | ------- | ------------------------------------ | -------------- | ---- |
| Vróncho (βρόγχο) | Kodza-Déré-Decauville | Zwischen Axioupolis (Αξιούπολης) und Pigí (Πηγή) in Peonia bei Polykastro | 600           |       |                  | Adhäsion      | 1917    | Französische 122. Infanteriedivision | Abgebaut       |      |

### Italien
| Bezeichnung | Strecke                | Ort                          | Spur weite mm         | Länge | Höhen- differenz | Betriebs- art | Baujahr | Bahngesellschaft                                                             | Besonderheiten                                                                          | Bild                                                                             |
| ----------- | ---------------------- | ---------------------------- | --------------------- | ----- | ---------------- | ------------- | ------- | ---------------------------------------------------------------------------- | --------------------------------------------------------------------------------------- | -------------------------------------------------------------------------------- |
|             | Marina S.Vito–Lanciano | San Vito Chietino (Abruzzen) | 950 (ab 1959 1435 mm) |       |                  | Adhäsion      | 1912    | Ferrovia Adriatico Appennino, heute: Ferrovia Adriatico–Sangritana S.p.A.    | Innerhalb der Schleife liegt der ehemalige Bahnhof San Vito Città                       | Blick von Süden auf einen Teil der Gleise im ehem. Bahnhof San Vito Città (2011) |
|             | Mandas–Arbatax         | Lanusei (Sardinien)          | 950                   |       |                  | Adhäsion      | 1894    | Società italiana per le Strade Ferrate Secondarie della Sardegna, heute: FdS |                                                                                         |                                                                                  |
|             | Sassari–Palau          | Bortigiadas (Sardinien)      | 950                   |       |                  | Adhäsion      | 1931    | Società anonima Ferrovie Settentrionali Sarde, heute: FdS                    | Eineinhalbfache Kreiskehrschleife; Innerhalb der Schleife liegt der Bahnhof Bortigiadas |                                                                                  |

### Jugoslawien / Montenegro
| Bezeichnung   | Strecke      | Ort       | Spur weite mm | Länge | Höhen- differenz | Betriebs- art | Baujahr | Bahngesellschaft                                          | Besonderheiten            | Bild |
| ------------- | ------------ | --------- | ------------- | ----- | ---------------- | ------------- | ------- | --------------------------------------------------------- | ------------------------- | ---- |
| Antivari-Bahn | Bar–Virpazar | Kalkavija | 750 mm        |       |                  | Adhäsion      | 1908    | Compagnia di Antivari (Venedig) / Jugoslovenske Železnice | Streckenstilllegung: 1959 |      |

### Vereinigtes Königreich
| Bezeichnung              | Strecke                       | Ort             | Spur weite mm | Länge | Höhen- differenz | Betriebs- art | Baujahr   | Bahngesellschaft   | Besonderheiten                              | Bild |
| ------------------------ | ----------------------------- | --------------- | ------------- | ----- | ---------------- | ------------- | --------- | ------------------ | ------------------------------------------- | ---- |
| Kreiskehrviadukt Dduallt | Porthmadog–Blaenau Ffestiniog | Dduallt (Wales) | 600           |       |                  | Adhäsion      | 1965–1978 | Ffestiniog Railway | Durch ehrenamtliche Museumsbahner errichtet |      |

## Afrika

### Kenia
| Bezeichnung               | Strecke           | Ort                                            | Spur weite mm | Länge | Höhendifferenz | Betriebsart | Baujahr | Bahngesellschaft | Besonderheiten | Bild |
| ------------------------- | ----------------- | ---------------------------------------------- | ------------- | ----- | -------------- | ----------- | ------- | ---------------- | -------------- | ---- |
| Zwei Schleifen am Äquator | Eldoret–Nakuru    | Timoroa–Equator (Lage) Equator–Makutano (Lage) | 1000          |       |                |             |         |                  |                |      |
| Mazeras Spiral            | Mariakani–Mombasa | Mazeras–Miritini (Lage)                        | 1000          |       |                |             |         |                  |                |      |

### Madagaskar
| Bezeichnung     | Strecke                | Ort           | Spur weite mm | Länge | Höhen- differenz | Betriebs- art | Baujahr | Bahngesellschaft | Besonderheiten | Bild |
| --------------- | ---------------------- | ------------- | ------------- | ----- | ---------------- | ------------- | ------- | ---------------- | -------------- | ---- |
| Anjiro-Schleife | Antananarivo-Moramanga | Anjiro (Lage) | 1000          |       |                  |               | 1909    | Madarail         | 470°-Schleife  |      |

### Uganda
| Bezeichnung           | Strecke                     | Ort             | Spur weite mm | Länge | Höhendifferenz | Betriebsart | Baujahr | Bahngesellschaft | Besonderheiten        | Bild |
| --------------------- | --------------------------- | --------------- | ------------- | ----- | -------------- | ----------- | ------- | ---------------- | --------------------- | ---- |
| Schleife bei Nkongora | Kampala–Kasese (Ugandabahn) | Nkongora (Lage) | 1000          |       |                |             |         |                  | Strecke außer Betrieb |      |

## Amerika

### Argentinien
| Bezeichnung                                          | Strecke           | Ort | Spur weite mm | Länge | Höhen- differenz | Betriebs- art | Baujahr   | Bahngesellschaft | Besonderheiten | Bild |
| ---------------------------------------------------- | ----------------- | --- | ------------- | ----- | ---------------- | ------------- | --------- | ---------------- | -------------- | ---- |
| 2 Kehrschleifen zwischen Meseto und Diego de Almagro | Salta–Antofagasta |     | 1000          |       |                  | Adhäsion      | 1874–1876 |                  |                |      |

### Costa Rica
| Bezeichnung         | Strecke                                 | Ort                      | Spur weite mm | Länge             | Höhen- differenz | Betriebs- art | Baujahr | Bahngesellschaft | Besonderheiten | Bild |
| ------------------- | --------------------------------------- | ------------------------ | ------------- | ----------------- | ---------------- | ------------- | ------- | ---------------- | --- | ---- |
| La Pequeña Helvecia | Feldbahn im Besitz des Hotel Los Héroes | Nuevo Arenal, Costa Rica | 600           | 54 m (nur Brücke) | 8 m              | Adhäsion      | 2000    | -                | Dient der Beförderung von Hotelgästen in ein Aussichtsrestaurant. Die Schleifenbrücke ist in ihren Proportionen dem Kreisviadukt Brusio, Schweiz, nachempfunden (siehe unten). |      |

### Kanada
| Bezeichnung  | Strecke             | Ort                  | Spur weite mm | Länge | Höhen- differenz | Betriebs- art | Baujahr | Bahngesellschaft     | Besonderheiten   | Bild |
| ------------ | ------------------- | -------------------- | ------------- | ----- | ---------------- | ------------- | ------- | -------------------- | ---------------- | ---- |
| Trinity Loop | Clarenville-Trinity | Trinity, Neufundland | 1067          | 2 km  | 10,3 m           | Adhäsion      | 1911    | Newfoundland Railway | Museumseisenbahn |      |

### Mexiko
| Bezeichnung | Strecke                              | Ort                          | Spur weite mm | Länge | Höhen- differenz | Betriebs- art | Baujahr | Bahngesellschaft | Besonderheiten | Bild |
| ----------- | ------------------------------------ | ---------------------------- | ------------- | ----- | ---------------- | ------------- | ------- | ---------------- | -------------- | ---- |
| El Lazo     | Chihuahua – Los Mochis – Topolabampo | zwischen Pitorreal und Creel | 1435          |       |                  | Adhäsion      | 1961    | Ferromex         |                |      |

### USA
| Bezeichnung               | Strecke                                            | Ort                                | Spur weite mm | Länge   | Höhen- differenz | Betriebs- art | Baujahr   | Bahngesellschaft                                                                                 | Besonderheiten                                                                                            | Bild                        |
| ------------------------- | -------------------------------------------------- | ---------------------------------- | ------------- | ------- | ---------------- | ------------- | --------- | ------------------------------------------------------------------------------------------------ | --- | --------------------------- |
| Georgetown Loop           | Colorado Central Railroad                          | Georgetown (Colorado)-Silver Plume | 914           | 1,2 km  | 29 m             | Adhäsion      | 1884      | Georgetown, Breckenridge and Leadville Railroad , Tochtergesellschaft der Union Pacific Railroad | Heute: Museumseisenbahn                                                                                   |                             |
| Hiwassee Loop             | Etowah Tennessee-Blue Ridge Georgia                | Farner Tennessee                   | 1435          | 1,2 km  | 19 m             | Adhäsion      | 1890      | Louisville & Nashville Railroad                                                                  | Zweifache Kreiskehrschleife mit insgesamt 2450 m Länge. Heute: Museumseisenbahn Tennessee Valley Railroad |                             |
| Morenci Southern Railroad | Morenci Southern Railroad                          | Morceni, Arizona                   | 914           | 61 km   | 425 m            | Adhäsion      | 1901      | Detroit Copper Mining Company of Arizona                                                         | Fünf Kehrschleifen mit hohen Trestle-Brücken und einem 130 m langen Tunnel auf einer 61 km langen Strecke |                             |
| The Loop                  | Moffat-Route                                       | Rollins-Pass, Colorado             | 1435          | 1,13 km | 26 m             | Adhäsion      | 1904      | Denver and Salt Lake Railway                                                                     | 1928 nach Eröffnung des Moffat-Tunnels eingestellt                                                        | Riflesight Notch Tunnel     |
| Tehachapi Loop            | Bahnstrecke Bakersfield–Mojave                     | Tehachapi Pass, Kalifornien        | 1435          | 1,17 km | 23,5 m           | Adhäsion      | 1874–1876 | Southern Pacific Transportation                                                                  | | Luftbild des Tehachapi Loop |
| Williams Loop             | Feather River Route der ehemaligen Western Pacific | Sierra Nevada, Kalifornien         | 1435          | 1,4 km  | 11 m             | Adhäsion      | 1906–1909 | Union Pacific Railroad                                                                           | | Williams Loop               |

## Asien

### Myanmar
| Bezeichnung | Strecke             | Ort            | Spur weite mm | Länge | Höhen- differenz | Betriebs- art | Baujahr | Bahngesellschaft | Besonderheiten      | Bild                                                  |
| ----------- | ------------------- | -------------- | ------------- | ----- | ---------------- | ------------- | ------- | ---------------- | ------------------- | ----------------------------------------------------- |
|             | Burma Mines Railway | Wallah Gorge   | 610           |       | 6 m              | Adhäsion      |         |                  | 540°; Touristenzüge | [ 10 ]                                                |
|             | Thazi–Taunggyi      | Taung Lay Lone | 1000          |       |                  | Adhäsion      |         | Myanma Railways  |                     | Kreiskehrschleife der Linie Thazi-Taunggyi in Myanmar |

### Indien
| Bezeichnung                                | Strecke                  | Ort | Spur weite mm | Länge | Höhen- differenz | Betriebs- art | Baujahr   | Bahngesellschaft             | Besonderheiten                                                | Bild                                                        |
| ------------------------------------------ | ------------------------ | --- | ------------- | ----- | ---------------- | ------------- | --------- | ---------------------------- | ------------------------------------------------------------- | ----------------------------------------------------------- |
| Ursprünglich 5, heute 3 Kreiskehrschleifen | New Jalpaiguri–Darjiling |     | 610           |       |                  | Adhäsion      | 1879–1881 | Darjeeling Himalayan Railway | Bestandteil des UNESCO-Welterbes Gebirgseisenbahnen in Indien | Kreiskehre Agony Point auf der Darjeeling Himalayan Railway |

## Australien und Ozeanien

### Neuseeland
| Bezeichnung     | Strecke                             | Ort                 | Spur weite mm | Länge | Höhen- differenz | Betriebs- art | Baujahr  | Bahngesellschaft      | Besonderheiten                                                                         | Bild |
| --------------- | ----------------------------------- | ------------------- | ------------- | ----- | ---------------- | ------------- | -------- | --------------------- | -------------------------------------------------------------------------------------- | ---- |
| Ongarue Spiral  | Ellis and Burnand Tramway (Ongarue) | Ongarue, Neuseeland | 1067          |       |                  | Adhäsion      | 1922     | Ellis & Burnand       | Strecke mit teilweise hölzernen Schienen, außer Betrieb, heute Radwanderweg            |      |
| Raurimu-Spirale | North Island Main Trunk Railway     | Raurimu             | 1067          |       | 132 m            | Adhäsion      | 1898     | NZR                   | Kehrschleifenkonstruktion mit Kreiskehrschleife                                        |      |
|                 | Driving Creek Railway               | Coromandel          | 0381          |       | 03 m             | Adhäsion      | ca. 1985 | Driving Creek Railway | Ein- und Ausfahrt der Kehrschleife erfolgen über dieselbe, aber doppelstöckige Brücke. |      |